# 马尔代夫驻华大使馆
马尔代夫共和国驻中华人民共和国大使馆，简称马尔代夫驻华大使馆，是马尔代夫共和国在中华人民共和国的最高外交代表机构。馆址位于中国北京市朝阳区建外秀水街1号建外外交公寓1-5-31。

## 历史
1972年10月14日，马尔代夫与中华人民共和国政府建交。2008年5月26日，马尔代夫驻华大使馆正式开馆。